# زینل‌آباد دامداری سلمان
زینل‌آباد دامداری سلمان، یک آبادی از توابع بخش ماهان، شهرستان کرمان در استان کرمان ایران است.

## جمعیت
این آبادی در دهستان ماهان قرار دارد و براساس سرشماری مرکز آمار ایران در سال ۱۳۹۵، جمعیت آن ۴۳ نفر (۱۴ خانوار) بوده‌است.